# Rachel Duan
Rachel Duan, née le 25 juillet 1970, est une femme d’affaires chinoise. Elle est directrice de General Electric en Chine. En 2016, Rachel Duan est incluse dans la liste des 50 femmes les plus puissantes du magazine Fortune. 

## Biographie

### Formation
Rachel Duan est titulaire d’un licence en économie et en commerce international de l’Université de Shanghai et d’un MBA de l’Université du Wisconsin. 

### Première femme Directrice chez General Electric

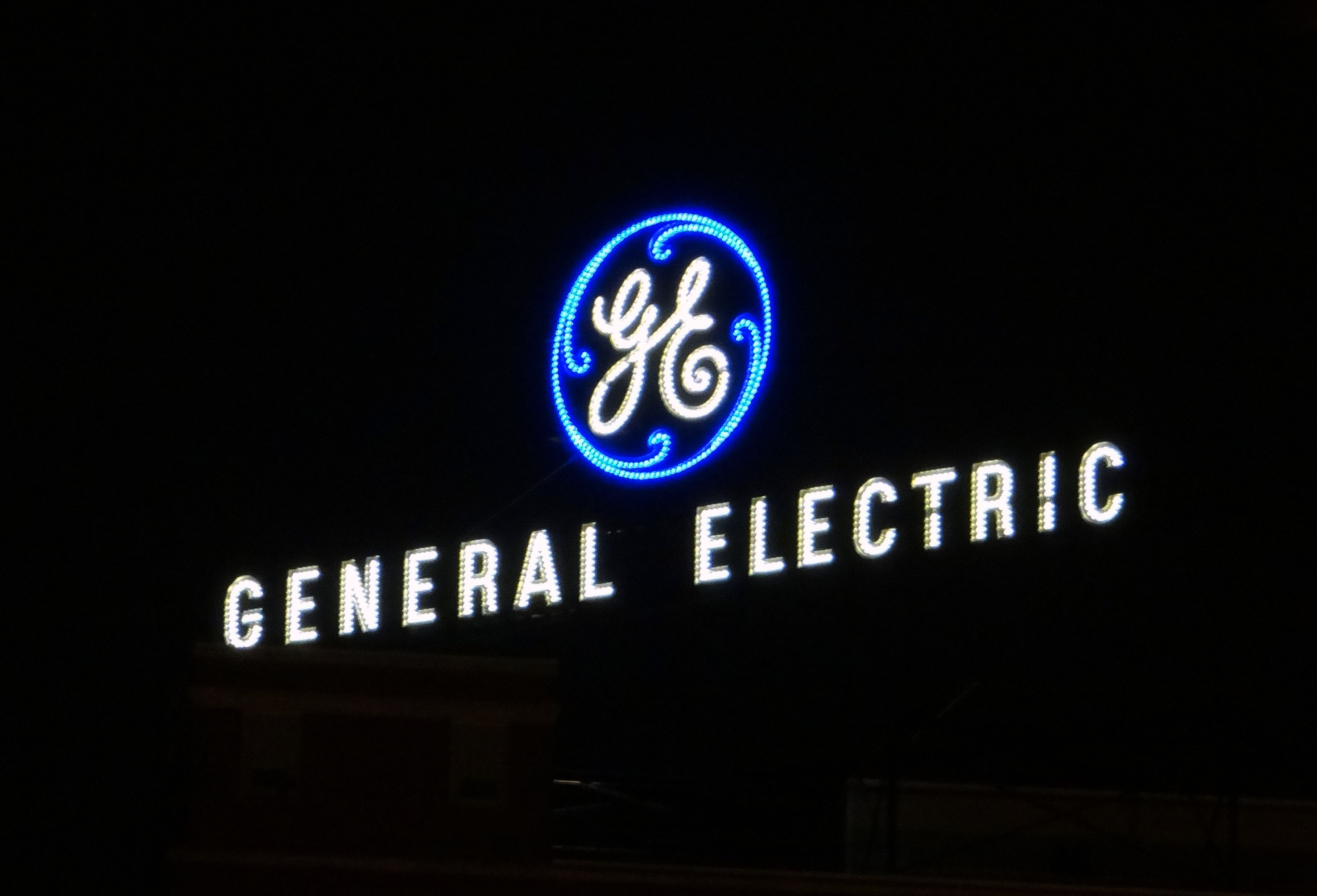
Enseigne néon lumineux General Electric.

Rachel Duan rejoint General Electric (GE) au service de l'audit en 1996. Elle devient Senior Audit Manager. À ce poste, elle travaille dans plusieurs entreprises industrielles de General Electric à travers le monde; GE Plastics Asie-Pacifique à Tokyo en 2001, GE Plastics Chine entre 2003 et 2005, Directrice Marketing, Asie-Pacifique en 2005 puis General Manager, Polymer, pour la région Asie-Pacifique. 
En 2006, Rachel devient présidente et cheffe de la direction de General Electric Matériaux Avancés pour la Chine.
En juillet 2014, elle est la première femme nommée directrice de  General Electric en Chine. Elle est responsable du plus grand marché de General Electric en dehors des États-Unis avec plus de 7 milliards $ de revenus, 23 000 employés, et des entreprises dans des domaines aussi divers que la santé, l'énergie, l'aviation, le transport, les énergies renouvelables, et le numérique.
En tant que directrice de General Electric en Chine, elle a conclu des partenariats clés avec Huawei et China Telecom, en positionnant l’entreprise comme un partenaire stratégique pour les entreprises chinoises qui souhaitent se développer sur le marché mondial.

### Autres activités
En février 2018, sa nomination en tant qu'administratrice d'AXA est proposée par le conseil d'administration de l'assureur.